# 惠州 (金朝)
惠州，中国金朝时设置的州。
承安二年（1197年），金章宗改泽州置，治所在神山县（今河北省平泉县南察罕城）。辖境相当今河北省承德、兴隆、宽城及平泉等地。泰和四年（1204年）省。元朝时，复置惠州，治所仍在今平泉县南察罕城。明朝洪武二十九年（1396年）改置为会州卫。